# Borsa di Osaka

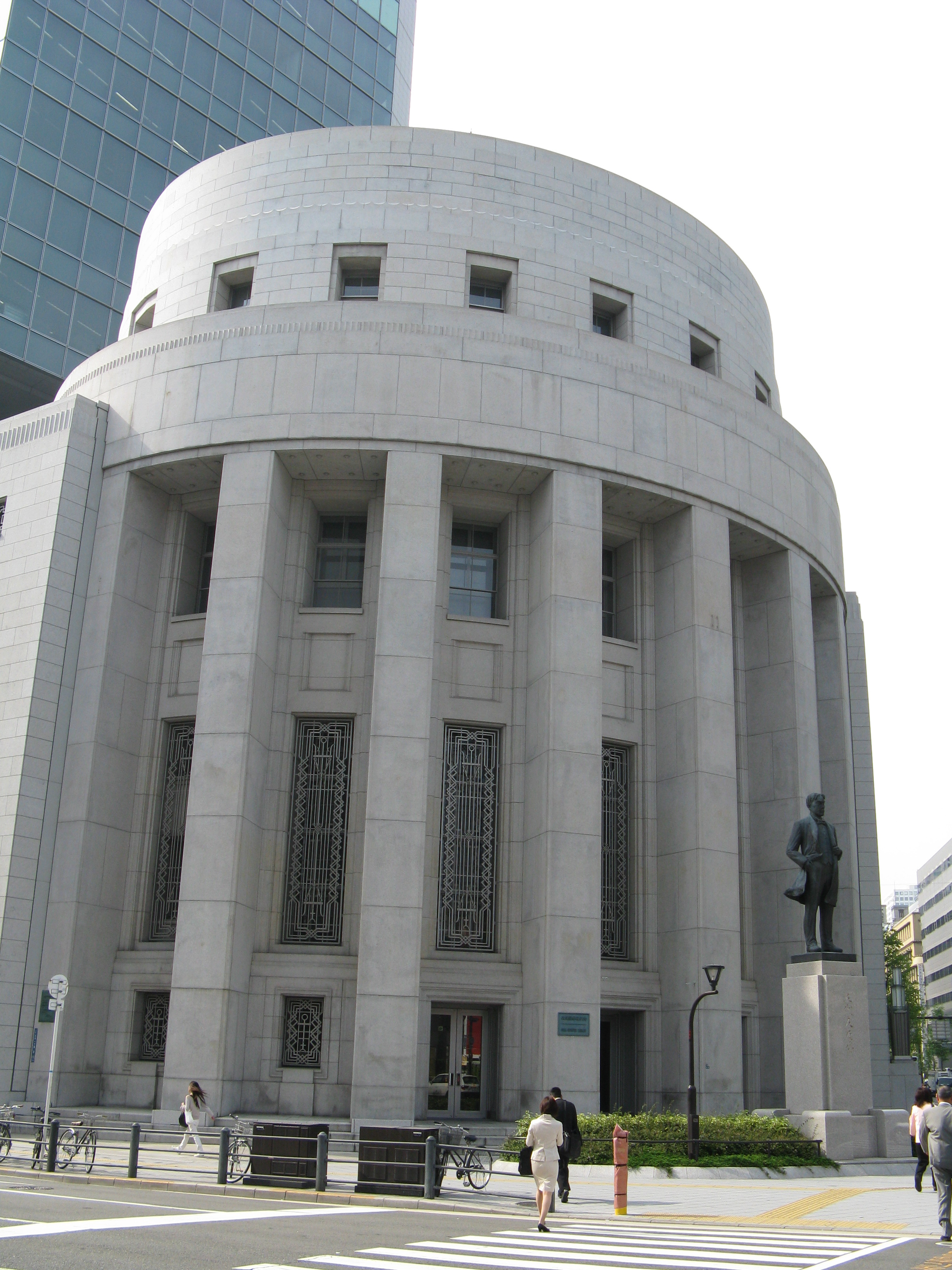
Edificio sede della borsa di Osaka

La borsa di Osaka o Osaka Securities Exchange Co., Ltd. (in giapponese 株式会社 大阪 証券 取 引 所Kabushiki-gaisha Ōsaka Shōken Torihikijo, OSE) è la seconda borsa valori più grande del Giappone in termini di quantità di affari gestiti. 
Nel 31 dicembre 2007, l'Osaka Securities Exchange contava 477 società quotate con una capitalizzazione di mercato combinata di $ 212 miliardi. Il Nikkei 225 Futures fu presentato all'Osaka Securities Exchange nel 1988. Contrariamente alla borsa di Tokyo, che si occupa principalmente di spot trading, la Osaka Securities Exchange si concentra principalmente nei prodotti derivati. L'OSE è il principale mercato dei derivati in Giappone ed è stato il più grande mercato a termine nel mondo nel 1990 e 1991. Secondo le statistiche del 2003, l'Osaka Securities Exchange ha gestito il 59% del mercato dei futures su indici azionari in Giappone, e quasi il 100% di negoziazioni nel mercato delle opzioni.
Nel luglio 2012 la Japan Fair Trade Commission ha approvato la fusione con la Borsa di Tokyo.